# بنيولاتا
بنيولاتا (بالإيطالية: Pignolata)‏ هي حلويات صقلية شائعة أيضاً في كالابريا. تعد من المعجنات الناعمة، وتغطيها الشوكولاته ونكهة الليمون.